# Kriti Sanon
Kriti Sanon (Nuova Delhi, 27 luglio 1990) è un'attrice indiana.
Anche la sorella più piccola, Nupur Sanon è un'attrice.

## Filmografia parziale
- 1: Nenokkadine, regia di Sukumar (2014)
- Heropanti, regia di Sabbir Khan (2014)
- Dochay, regia di Sudheer Varma (2015)
- Dilwale, regia di Rohit Shetty (2015)
- Raabta, regia di Dinesh Vijan (2017)
- Bareilly Ki Barfi, regia di Ashwiny Iyer Tiwari (2017)
- Stree, regia di Amar Kaushik (2018)
- Luka Chuppi, regia di Laxman Utekar (2019)
- Kalank, regia di Abhishek Varman (2019)
- Arjun Patiala, regia di Rohit Jugraj (2019)
- Housefull 4, regia di Farhad Samji (2019)
- Panipat, regia di Ashutosh Gowariker (2019)
- Pati Patni Aur Woh, regia di Mudassar Aziz (2019)

## Premi
- Filmfare Awards
  - 2015: "Best Female Debut" (Heropanti)
- International Indian Film Academy Awards
  - 2015: "Star Debut of the Year (Female)" (Heropanti)
  - 2018: "Style Icon"
- BIG Star Entertainment Awards
  - 2015: "Most Entertaining Actor (Female)" (Heropanti)
- Star Screen Awards
  - 2018: "Nothing To Hide Award" (Bareilly Ki Barfi)
  - 2019: "Star Plus Baat Nayi Award" (Luka Chuppi)